# Djuptjärnen (Arvidsjaurs socken, Lappland, 729539-165879)
Djuptjärnen är en sjö i Arvidsjaurs kommun i Lappland och ingår i Åbyälvens huvudavrinningsområde.